# Everything as a Service
Everything as a Service （XaaS、EaaS、*aaS）とは、ネットワーク経由でソフトウェアコンポーネントなどコンピュータ処理に必要な全てをサービスの形で提供する概念である。SaaS、PaaS、IaaSなどの総称であり、クラウドコンピューティングのサブセットである。

## 対象となる機能
Everything as a Serviceは、コンピュータ処理に必要なあらゆるものをサービスとして提供する概念で、対象となる機能（コンポーネント）には以下のようなものが挙げられる。
- バックエンド (Backend as a Service, BaaS) - ユーザー認証、位置情報サービス、プッシュ通知など、主にスマートフォンのアプリ等で利用される定型サービス
  - 特にモバイル アプリケーションでの利用を想定したものを Mobile backend as a Service (MBaaS) と呼ぶこともある。
- 通信 (Communication as a Service, CaaS)
- データ (Data as a Service, DaaS)
- デスクトップ環境 (Desktop as a service, DaaS)
- ハードウェア（Hardware as a Service、HaaS。IaaSとほぼ同じ）
- インフラストラクチャー (Infrastructure as a Service, IaaS) - ハードウェアや通信環境など
- プラットフォーム (Platform as a Service, PaaS) - アプリケーションの稼働基盤であるアプリケーションサーバやDBMSなど
- アイデンティティ (Identity as a service, IDaaS) - アイデンティティ管理。OpenIDプロバイダーなど。
- ソフトウェア (Software as a Service, SaaS）
- ストレージ（Storage as a Service、STaaSまたはSaaS）
- ツール (Tool as a Service, TaaS)

## 実例
最も有名で成功した用語はSaaSである。提供される各コンポーネントはクラウドコンピューティングの中核であり、時として無料または個人のクレジットカードで利用できるなど参入障壁が非常に低く、中規模企業や大企業に普及する以前でも、個人や小規模企業でも利用しやすい。この点ではSOAとは異なる。
セールスフォース、Google、IBM、HP、マイクロソフト、Teradataなどを含む多数のベンダーが Everything as a Service のトレンドに関与している   。

## 主な特徴
サービスとして提供する (as a service) 事は、以下の多数の特徴を持つ。
- 参入障壁が低い - 消費者や小規模の会社も利用しやすい[5]
- 減価償却対象にならない - プロバイダの資産で自社資産では無いため、
- スケーラビリティ - 必要に応じて増減がしやすい
- 仮想化 - リソース（および費用）を多数のユーザーで共有できる
- 装置の独立性 - パーソナルコンピュータやモバイル機器など使用する装置を意識せず利用できる
- 場所の独立性 - ユーザーはリモートからアクセスできる[2]

## その他
- EaaSは、Exploits as a Service の略でもある。

## 参照
1. ↑  eWeek November 5 2007
2. 1 2  The new geek chic: Data centers
3. ↑  Gang up before the *aaS cloud gets you
4. ↑  Everything as a service
5. 1 2 3  Everything as a Service
6. ↑  HP sells cloud vision amidst economic downpour
7. ↑  HP Labs Innovation Research Program
8. ↑  10 Mega-Trends for IT in 2008